# Mark Lawrence
Steven Mark Lawrence (Standerton, 16 giugno 1965) è un arbitro di rugby a 15 sudafricano, internazionale dal 2000.

## Biografia
Nativo di Standerton, villaggio dell'allora East Transvaal (nel XXI° secolo provincia di Mpumalanga), Mark Lawrence compì studi superiori e parauniversitari da optometrista; ebbe le sue prime esperienze arbitrali nel 1991 e, nel 1995, entrò nei quadri federali della SA Rugby Union.
Impiegato in Currie Cup e, successivamente, nel Super 12, debuttò a livello internazionale nel 2000 a Lautoka, quando arbitrò il test match Figi - Italia.
Poco più di un anno e mezzo più tardi fu sempre l'Italia a tenere a battesimo Lawrence in un torneo maggiore, il Sei Nazioni 2002: a Roma il sudafricano diresse il match contro l'Inghilterra.
Nell'aprile 2003 Lawrence fu incluso nella lista degli arbitri alla Coppa del Mondo in Australia, in cui fu impiegato come giudice di linea, così come quattro anni più tardi, alla Coppa del Mondo di rugby 2007 in Francia.
Nel 2008 diresse infine il suo primo match nel Tri Nations, Nuova Zelanda - Australia ad Auckland; per la stagione 2009 Lawrence è stato incluso al secondo posto nella classifica di merito dei direttori di gara sudafricani da impiegare nel Super 14.